# Tabulacijsko područje ZIP koda
Tabulacijsko područje ZIP koda (engleski: ZIP Code Tabulation Areas (ZCTAs) jest vrsta statističke jedinice koju je uveo Ured SAD-a za popis stanovništva. Uvedene su na popisu 2000., a primjena im je nastavljena i na sljedećem popisu. Jedinica je uvedena radi nadilaženja teškoća u točnom određivanju zemljišnog područja koje pokriva svaki ZIP kod. Definiranje raspona nekog područja nužno je radi tabuliranja popisnih podataka koji se odnose na to područje.
U SAD je približno 42.000 ZIP kodova i 32.000 tabulacijskih područja ZIP kodova. Razlog zašto nema ZCTA za svaki ZIP kod jest taj što su poštanski pretinci isključeni iz ZCTA, jer su samo naseljena područja uključena u popisna područja.

## Vanjske poveznice
- United States Census Bureau ZIP Code Tabulation Areas (ZCTAs) (eng.)